# Megalocoleus tanaceti
Megalocoleus tanaceti är en insektsart som först beskrevs av Carl Fredrik Fallén 1807.  Megalocoleus tanaceti ingår i släktet Megalocoleus, och familjen ängsskinnbaggar. Arten är reproducerande i Sverige.

## Bildgalleri

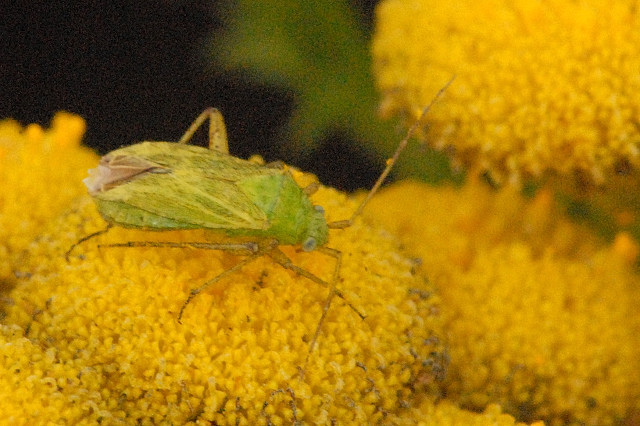